# Pia de’ Tolomei
Pia de’ Tolomei ist eine Opera seria (Originalbezeichnung: „tragedia lirica“) in zwei Teilen von Gaetano Donizetti. Das Libretto schrieb Salvadore Cammarano. Die Geschichte beruht auf der Novelle Pia de’ Tolomei von Bartolomeo Sestini aus dem Jahr 1822, die sich wiederum auf den 5. Gesang aus dem Purgatorio der Göttlichen Komödie von Dante Alighieri bezieht. Die Oper wurde am 18. Februar 1837 im Teatro Apollo in Venedig erstmals aufgeführt.

## Handlung

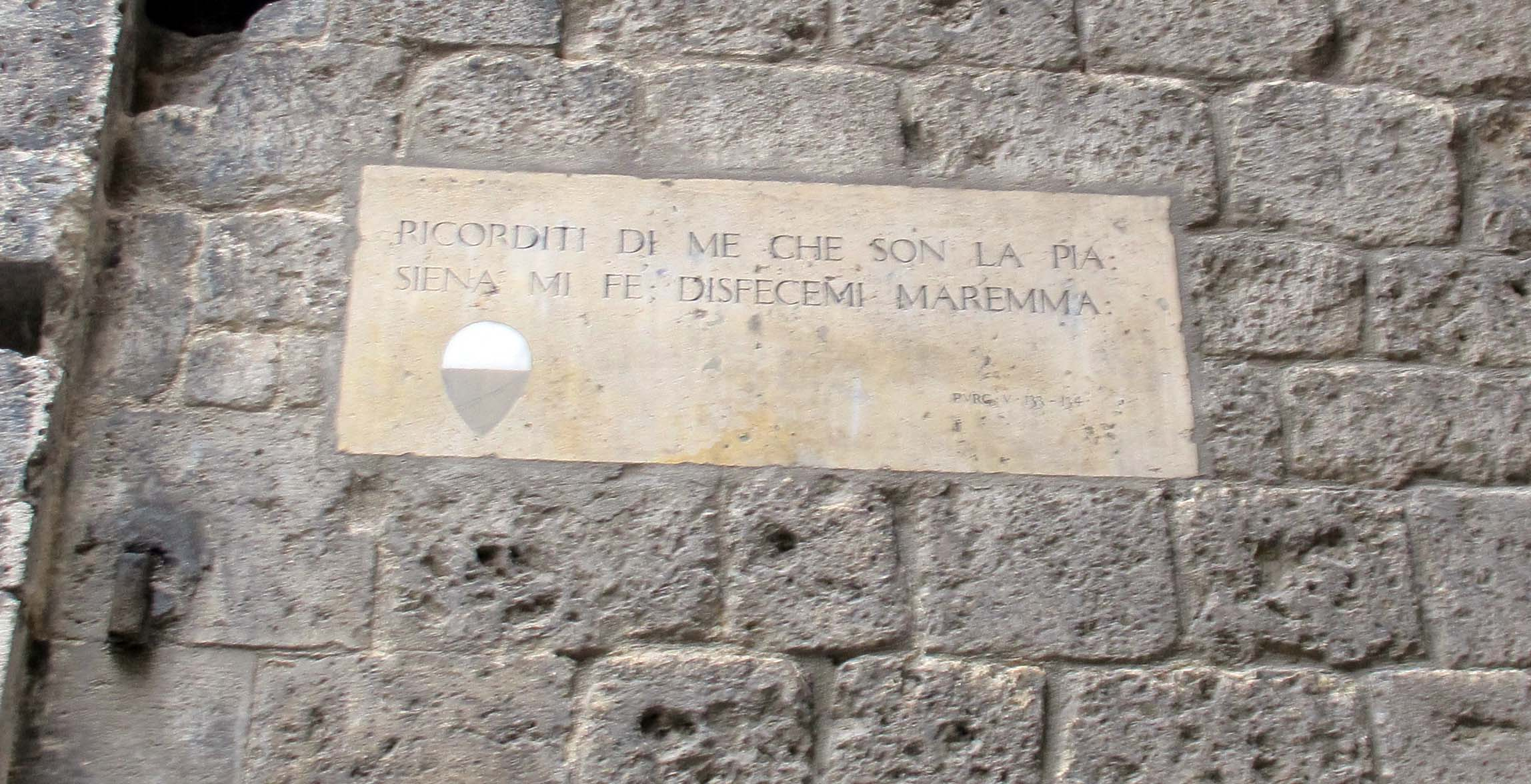
Tafel mit dem Zitat aus Dante am Palazzo Tolomei in Siena

Die Handlung spielt in Italien um 1260 zur Zeit der Machtkämpfe zwischen den Guelfen und Ghibellinen. Die Guelfin Pia ist mit dem Ghibellinen Nello della Pietra glücklich verheiratet und lebt mit ihm auf einer Burg außerhalb der Stadt Siena. Nellos Cousin Ghino will Pia verführen, wurde aber von ihr abgewiesen. Als Pia einen nicht unterzeichneten Brief ihres Bruders Rodrigo erhält, in dem er schreibt, er werde sie in der Nacht besuchen, vermutet Ghino, das Schreiben stamme von einem Geliebten Pias. Er informiert Pias Gatten, der auf einem Kriegszug ist. Wütend sinnt er auf Rache.
Rodrigo wird von den Sienesen gefangen, kann aber fliehen und eilt zu Pia. Sie verhilft ihm zu Flucht, bevor Nello und Ghino eintreffen. Nello, der in Rodrigo immer noch einen Nebenbuhler sieht, droht Pia blutige Vergeltung an und beauftragt seinen Diener Ubaldo, Pia zu töten, falls dieser Befehl nicht bis zum Morgen widerrufen würde. Ghino bedrängt Pia erneut, sie weist ihn wieder ab.
Ghino fällt in der Schlacht. Vor seinem Tod gesteht er Nello, dass es kein Liebhaber, sondern Pias Bruder Rodrigo war, den sie aus dem Kerker befreit hat. Als Nello im Schloss ankommt, um Pias Tod zu verhindern, ist ihr bereits das Gift verabreicht worden. Sterbend gelingt es ihr, ihren Bruder und Nello zu versöhnen.

## Gestaltung
Bei der Pia handelt es sich um eine typische „Oper der neuen Kürze“ mit zahlreichen Cavatinen und rhythmischen Cabaletten. Inhaltlich gleicht sie Imelda de’ Lambertazzi, auch hier wird ein Verbrecher als gequälter Mensch geschildert. Thematisch ist sie eine Weiterführung von Il castello di Kenilworth. Beim Castello verhindert der Librettist Tottola noch den Tod der Protagonistin, in Pia de’ Tolomei hingegen stößt der Bösewicht Ghino die von ihm begehrte Pia in den Tod.

## Werkgeschichte
Bei der Uraufführung am 18. Februar 1837 im Teatro Apollo in Venedig sangen Fanny Tacchinardi-Persiani (Pia), Giorgio Ronconi (Nello), Antonio Poggi (Ghino), Rosina Mazzarelli (Rodrigo) und Alessandro Meloni (Einsiedler). Eine überarbeitete Version mit einem versöhnlichen Schluss wurde am 30. September 1838 im Teatro San Carlo in Neapel aufgeführt.
Ursprünglich war für die Uraufführung das Teatro La Fenice vorgesehen, da dieses jedoch in der Nacht vom 12. auf den 13. Dezember 1836 abbrannte, fand die Premiere im Teatro Apollo statt. Die Premiere musste außerdem verschoben werden, weil der Bassist Celestino Salvatori, der die Rolle des Nello della Pietra hätte singen sollen, krank wurde und Donizetti die Rolle für den Bariton Giorgio Ronconi umschreiben musste. Abgesehen vom Finale des ersten Teils, der von Pfiffen begleitet wurde, gefiel die Oper. Im Frühling 1837 schrieb Donizetti die Oper mit Hilfe von Salvadore Cammarano um; diese Version wurde am 31. Juli 1837 in Senigallia aufgeführt. Nach einer weiteren Umarbeitung wurde Pia am 19. Mai 1838 in Rom mit Giuseppina Strepponi in der Hauptrolle aufgeführt. In der zweiten Hälfte des 19. Jahrhunderts geriet die Oper in Vergessenheit; erst seit den 1960er-Jahren wird sie hin und wieder aufgeführt.

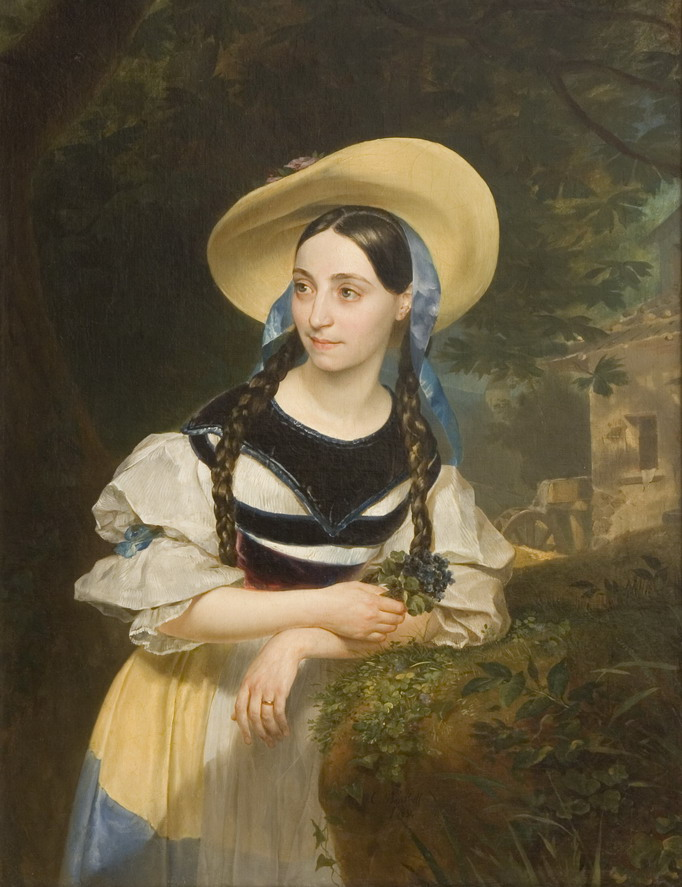
Fanny Tacchinardi-Persiani, die erste Pia
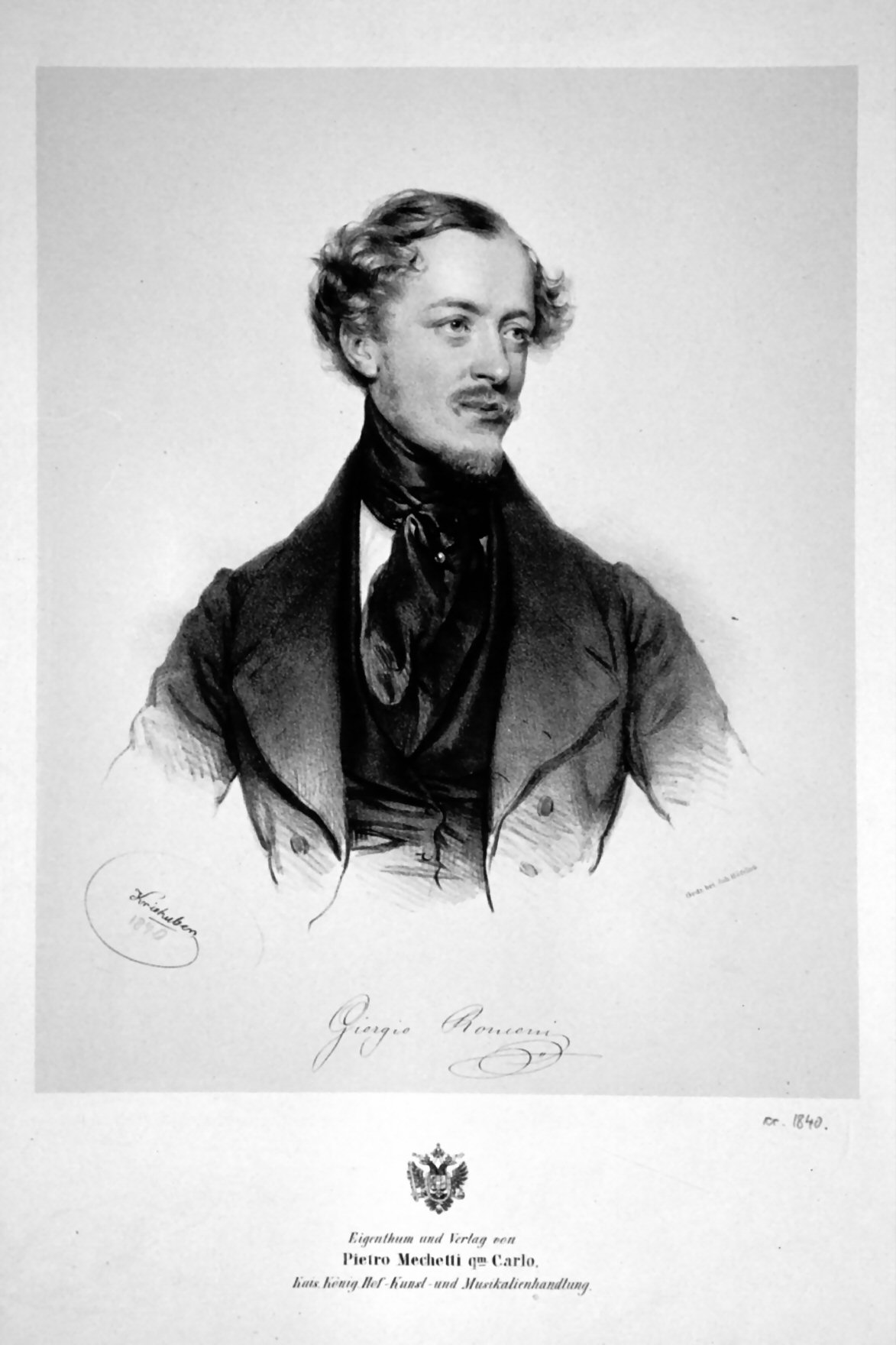
Giorgio Ronconi, der erste Nello
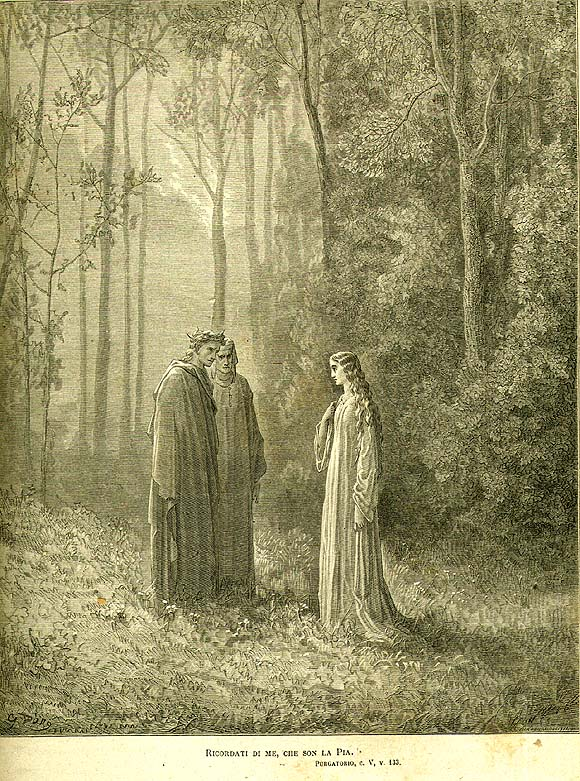
Illustration für Dante Alighieris Purgatorio von Gustave Doré
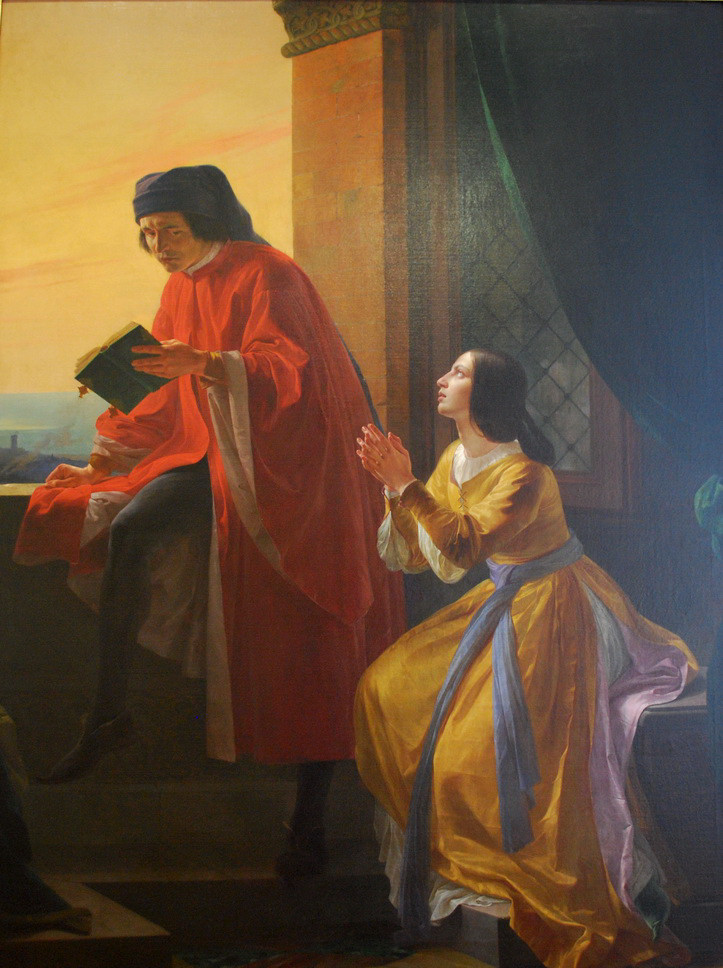
Pia de’ Tolomei; Darstellung von Carlo Arieni